# Éder Álvarez Balanta
Éder Fabián Álvarez Balanta (født 28. februar 1993 i Bogotá, Colombia) er en colombiansk fodboldspiller (midterforsvarer). Han spiller hos FC Basel i den Schweiziske Super League.

## Landshold
Balanta har (pr. marts 2018) spillet otte kampe for Colombias landshold, som han debuterede for 5. marts 2014 i et opgør mod Tunesien. Han var en del af den colombianske trup til VM i 2014 i Brasilien.